# Thành phố đô thị Palermo
Thành phố đô thị Palermo (tiếng Ý: Città metropolitana di Palermo) thuộc vùng Sicilia, Ý. Thủ phủ là thành phố Palermo. Nó thay thế tỉnh Palermo vào năm 2015 và gồm có thành phố Palermo cùng 82 khu tự quản (comuni) khác. Thành phố đô thị Palermo giáp biển Tyrrhenus về phía bắc, phía tây là tỉnh Trapani, phía nam là tỉnh Agrigento và tỉnh Caltanissetta, phía đông là thành phố đô thị Messina và tỉnh Enna.

### Hành chính
- Alia
- Alimena
- Aliminusa
- Altavilla Milicia
- Altofonte
- Bagheria
- Balestrate
- Baucina
- Belmonte Mezzagno
- Blufi
- Bisacquino
- Bolognetta
- Bompietro
- Borgetto
- Caccamo
- Caltavuturo
- Campofelice Di Fitalia
- Campofelice Di Roccella
- Campofiorito
- Camporeale
- Capaci
- Carini
- Castelbuono
- Casteldaccia
- Castellana Sicula
- Castronovo di Sicilia
- Cefalà Diana
- Cefalù
- Cerda
- Chiusa Sclafani
- Ciminna
- Cinisi
- Collesano
- Contessa Entellina
- Corleone
- Ficarazzi
- Gangi
- Geraci Siculo
- Giardinello
- Giuliana
- Godrano
- Gratteri
- Isnello
- Isola delle Femmine
- Lascari
- Lercara Friddi
- Marineo
- Mezzojuso
- Misilmeri
- Monreale
- Montelepre
- Montemaggiore Belsito
- Palazzo Adriano
- Palermo
- Partinico
- Petralia Soprana
- Petralia Sottana
- Piana degli Albanesi
- Polizzi Generosa
- Pollina
- Prizzi
- Roccamena
- Roccapalumba
- San Cipirello
- San Giuseppe Jato
- San Mauro Castelverde
- Santa Cristina Gela
- Santa Flavia
- Sciara
- Sclafani Bagni
- Termini Imerese
- Terrasini
- Torretta
- Trabia
- Trappeto
- Ustica
- Valledolmo
- Ventimiglia di Sicilia
- Vicari
- Villabate
- Villafrati
- Scillato